# Wilson Rodríguez Rodríguez
Wilson Hitler Rodríguez Rodríguez (Julcán, 19 de julio de 1972) es un político peruano. Fue Alcalde provincial de Julcán el 2010 y también fue consejero regional de La Libertad.
Nació en Julcán, Perú, el 19 de julio de 1972, hijo de Felipe Santiago Rodríguez Ávalos y Fidelia Rodríguez Guzmán. Cursó sus estudios primarios y secundarios en su ciudad natal. Entre 1990 y 1993 cursó estudios técnicos de agropecuaria la localidad de Mache, provincia de Otuzco.
Su primera participación política se dio en las elecciones municipales del 2002 cuando fue candidato a una regiduría de la provincia de Julcán por Alianza para el Progreso sin éxito. En las elecciones municipales del 2006 tentó la alcaldía de dicha provincia por la misma alianza sin éxito. El año 2008 se vacó al alcalde y Rodríguez participó en las nuevas elecciones municipales del 2009 ganando la alcaldía provincial y ocupándola durante todo el año 2010. Tentó su reelección en las elecciones del 2010 y del 2014 sin éxito. En las elecciones regionales del 2018 fue candidato de Nueva Libertad a consejero regional de La Libertad por la provincia de Julcán resultando elegido.